# Paj-Choj

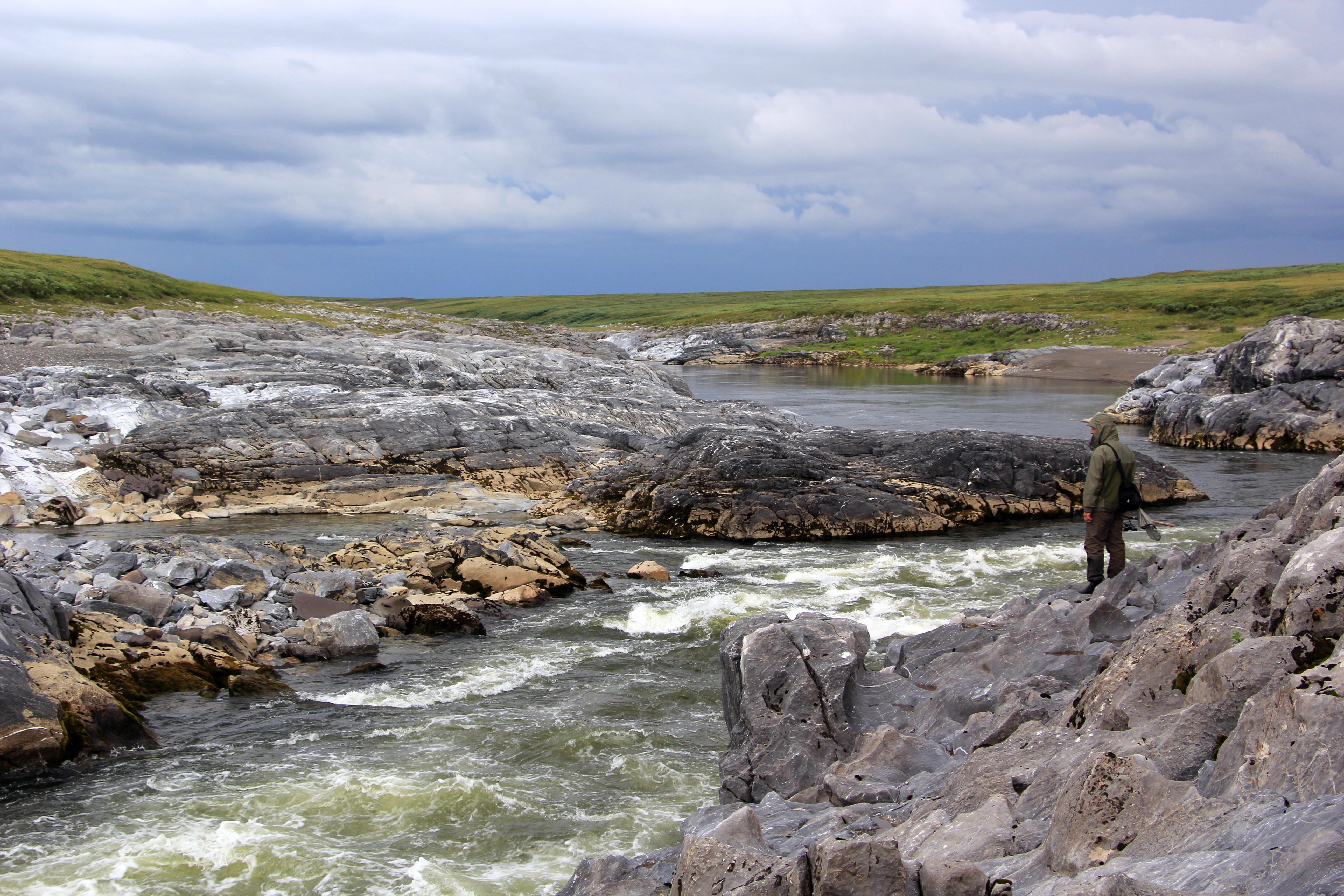
Progi na rzece Siłowajacha

Paj-Choj (juracki: paj – „kamień, góra”, choj – „tundra”, ros. Пай-Хой) – pasmo górskie w północnej Rosji, stanowiące północno-zachodnie przedłużenie łańcucha górskiego Ural (według niektórych źródeł stanowi najbardziej na północ wysuniętą część Uralu Polarnego). Oddziela go od niego tajga. Ciągnie się na długości 230 km na Półwyspie Jugorskim aż po cieśninę Jugorski Szar. Nie tworzy ciągłego pasma, składa się z szeregu oddzielnych wzgórz poprzedzielanych dolinami rzek. Najwyższy szczyt Moreiz (ros. Мореиз) osiąga wysokość 467 m n.p.m.
Pasmo zbudowane jest z łupków krystalicznych, piaskowców, margli i wapieni. Można znaleźć tu przykłady rzeźby polodowcowej.
Roślinność to rzadka, górzysta tundra. W dolinach miejscami można spotkać wierzbę i brzozę karłowatą.
Klimat subarktyczny. Zima trwa około 230 dni. Średnia roczna temperatura powietrza wynosi -9º.
Administracyjnie pasmo Paj-Choj znajduje się na terenie Nienieckiego Okręgu Autonomicznego.